# Хасханов, Герман Вахидович
Герман Вахидович Хасханов (при рождении Адлан Вахидович Хасханов, 3 июня 1956 ст. Кок-Су Кировского района Талды-Курганской области Казахской ССР — 21 ноября 2018) — государственный и общественный деятель Чеченской Республики, Первый Заместитель Исполнительного директора Ассоциации «Национальное объединение строителей», кавалер ордена Мужества.

## Биография
Хасханов Герман Вахидович (урожденный Хасханов Адлан Вахидович) родился в станице Кок-су Кировского района Талды-Курганской области Казахской ССР, куда его родители были высланы в феврале 1944 года в ходе репрессий. В семье было семь братьев и три сестры.
В октябре 1962 года семья вернулась на историческую Родину — в Чечено-Ингушскую АССР. Там в 1972 году Хасханов закончил Шалажинскую среднюю школу Урус-Мартановского муниципального района.
В ноябре 1974 года призван на службу в ряды Вооружённых Сил в г. Мирный, Архангельской области.
После демобилизации из армии переехал к старшему брату в Омск, где с января 1976 года работал старшим препаратором кафедры «Мосты» в Сибирском государственном автомобильно-дорожном институте (СибАДИ) имени В. В. Куйбышева (ныне Сибирский государственный автомобильно-дорожный университет (СибАДИ)).
С ноября 1978 года по ноябрь 1988 года Хасханов трудился в подразделениях Омского ВЛКСМ на различных должностях, начиная с инструктора Первомайского районного комитета до поста Председателя Бюро международного молодежного туризма «Спутник» Омского обкома.
Одновременно с этим Хасханов учится на вечернем отделении СибАДИ и в 1984 года получает диплом по специальности «Инженер — механик строительных и дорожных машин и оборудования».
С конца 1988 года продолжает свою работу уже в Грозном в туристическом секторе в должности заместителя директора тургостиницы «Грозный».
В июне 1990 года Хасханов становится заместителем Управляющего Делами Совета Министров Чечено-Ингушской АССР.
С марта 1995 по апрель 1997 года — Управляющий Делами Главы Республики и Правительства Чеченской Республики, г. Грозный.
В августе 1997 года переезжает в Москву, где до декабря 2001 года занимает должность Заместителя управляющего делами Министерства национальной и региональной политики Российской Федерации.
Параллельно с этим в период октября 1999 года по июнь 2001 года исполняет обязанности заместителя полномочного представителя — Руководителя аппарата Представительства Правительства Российской Федерации в Чеченской Республике.
В 2000 году, продолжая трудовую деятельность, Хасханов заканчивает Российскую академию государственной службы при Президенте Российской Федерации (ныне РАНХиГС) по направлению «Государственное и муниципальное управление».
21 октября 2003 года распоряжением полномочного представителя Президента РФ в ЮФО Виктора Казанцева назначен на должность главного федерального инспектора по Чеченской Республике Аппарата полномочного представителя Президента Российской Федерации в Южном федеральном округе. В 2000 — 2004 годах является Членом избирательной комиссии Чеченской Республики.
С 2006 года, с момента создания Ассоциации строителей России (АСР) Хасханов работает управляющим делами АСР, а в 2012 году переходит в Национальное объединение строителей (НОСТРОЙ) на должность начальника управления по административно-хозяйственной работе. Здесь под руководством Президента НОСТРОЙ Андрея Молчанова и Исполнительного директора Виктора Прядеина стал Первым Заместителем Исполнительного директора Ассоциации «Национальное объединение строителей».
Скончался 21 ноября 2018 года.